# HTC Blue Angel
De HTC Blue Angel, ook bekend als de Qtek 9090, is een smartphone die ontwikkeld is door HTC uit Taiwan. De smartphone heeft onder andere een VGA-camera en wifi (802.11b). Hoewel het toestel officieel op het verouderde Windows Mobile 2003 SE draait, was het toestel de eerste die door ontwikkelaars van XDA-Developers werd uitgerust met Windows Mobile 6.5, het toen nieuwe besturingssysteem van Microsoft voor smartphones.